# Nocloa periodita
Nocloa periodita là một loài bướm đêm trong họ Noctuidae.